# Distretto di Raron Occidentale
Il distretto di Raron Occidentale (in tedesco e ufficialmente Bezirk Westlich Raron, in francese Rarogne occidental) è un distretto del Canton Vallese, in Svizzera. Confina con i distretti di Goms a nord-est, di Briga a est, di Visp a sud e di Leuk a ovest e con il Canton Berna (circondari di Frutigen-Niedersimmental e di Interlaken-Oberhasli) a nord. Il capoluogo è Raron.

## Geografia fisica
Il distretto di Raron Occidentale è l'ottavo distretto per superficie e il terzultimo per popolazione (seguito solo dai distretti di Goms e Östlich Raron) del Canton Vallese.
La massima elevazione del distretto è il Bietschhorn (3.934 m). Altre cime comprendono il Mittaghorn (3.897 m), lo Schinhorn (3.797 m), il Breithorn della Lötschental (3.785 m), il Breithorn di Lauterbrunnen (3.782 m) ed il Grosshorn (3.754 m).
Il fiume principale è il Rodano. Principali affluenti nel territorio del distretto sono il Baltschieder Bach, il Milibach ed il Lonza, che scorre nella Lötschental, principale valle del distretto.

## Infrastrutture e trasporti

### Strade
Il territorio del distretto è attraversato dall'autostrada A9/E62 Ballaigues-Gondo, non ancora completata, che collega l'ovest della Svizzera con l'Italia attraverso Losanna, Sion ed il passo del Sempione. Attualmente l'autostrada non è ancora operativa nel territorio del distretto.

### Strade principali
La strada principale 9 attraversa il territorio del distretto nei comuni di Steg-Hohtenn, Niedergesteln e Raron. Da Steg parte la strada per la Lötschental.

### Ferrovie
Il distretto è servito dai treni della linea (Ginevra-Losanna)-Sion-Briga (stazioni di Gampel-Steg e Raron) e dalla ferrovia del Lötschberg, che collega Briga con Goppenstein e Spiez (stazioni di Goppenstein, di Hohtenn e di Ausserberg). Da Goppenstein è possibile trasportare l'auto sul treno fino a Kandersteg.

## Geografia antropica

### Suddivisioni amministrative
Il distretto di Raron Occidentale è diviso in 11 comuni:

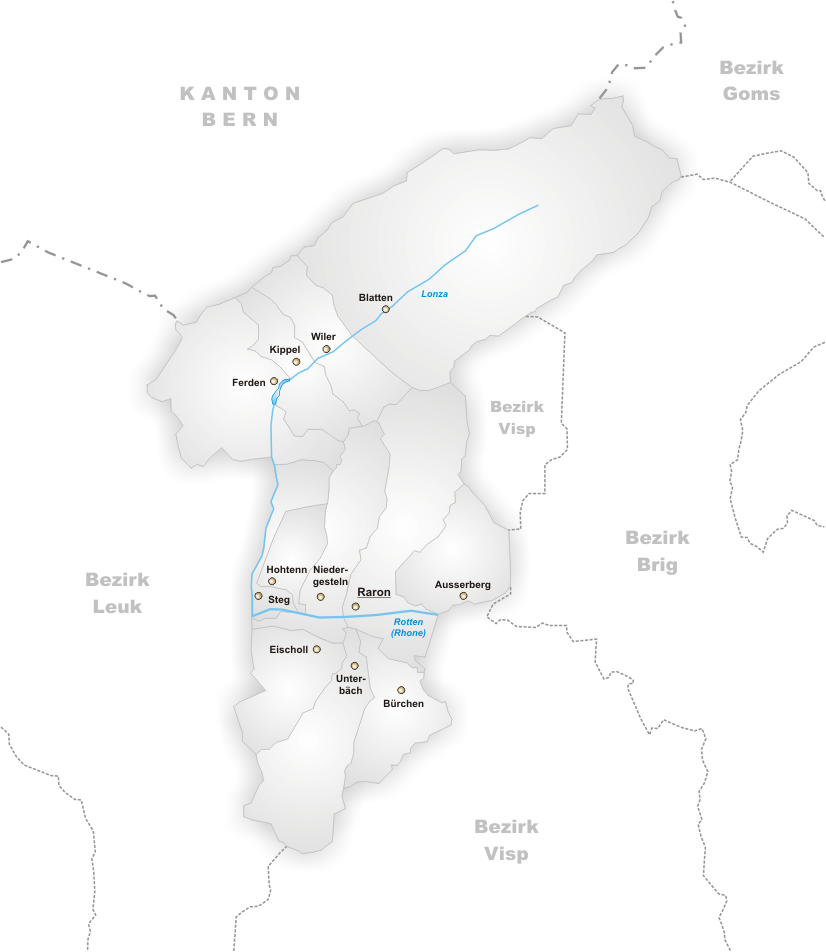
I comuni del distretto di Westlich Raron

| Nome del comune | Popolazione (dic. 2006) | Superficie km² | Densità ab./km² |
| --------------- | ----------------------- | -------------- | --------------- |
| Ausserberg      | 657                     | 10,1           | 65              |
| Blatten         | 307                     | 90,6           | 3,4             |
| Bürchen         | 726                     | 13,4           | 54              |
| Eischoll        | 513                     | 13,8           | 37              |
| Ferden          | 274                     | 27,9           | 9,8             |
| Kippel          | 384                     | 11,7           | 33              |
| Niedergesteln   | 661                     | 17,5           | 38              |
| Raron           | 1.804                   | 30,3           | 60              |
| Steg-Hohtenn    | 1.496                   | 7,2            | 179             |
| Unterbäch       | 431                     | 22,0           | 20              |
| Wiler           | 523                     | 14,7           | 36              |
| Totale          | 7.776                   | 270,87         | 29              |

## Variazioni amministrative
- 1923: il comune di Gründen viene incorporato nel comune di Ausserberg
- 2009: Hohtenn e Steg si sono fusi in Steg-Hohtenn